# Armin Poggendorf
Armin Poggendorf (* 1943 in Hamburg) ist ein deutscher Betriebswirt, Pädagoge und Hochschullehrer.
Er lehrte von 1994 bis 2009 als Professor an der Hochschule Fulda Betriebswirtschaft mit den Schwerpunkten Personalentwicklung und Gastgewerbliche Dienstleistung. Er erforscht die Teamdynamik und begründete die Angewandte Proxemik.

## Leben
Armin Poggendorf absolvierte zunächst eine Lehre zum Hotelkaufmann. Anschließend studierte er Betriebswirtschaftslehre und Pädagogik, er promovierte mit einer Dissertation über Marketing in der Hotellerie. In der Folgezeit legte er das Zweite Staatsexamen als Handelslehrer ab und unterrichtete an einer Hotelfachschule.
1994 übernahm Poggendorf eine Professur an der Hochschule Fulda und lehrte dort Betriebswirtschaft mit den Schwerpunkten Personalentwicklung und Gastgewerbliche Dienstleistung. Er ist Leiter des Instituts für Teamdynamik und gilt als Begründer der Angewandten Teamdynamik sowie der Angewandten Proxemik, wobei er die Deutung und Steuerung der räumlich-körperlichen Konstellationen in den Fokus rückt. Seit 2009 ist er im Ruhestand.

## Veröffentlichungen (Auswahl)
- Absatzpolitik im Beherbergungssektor des Hotels. Dissertation 1978.
- Angewandte Teamdynamik – Methodik für Trainer, Berater, Pädagogen und Teamentwickler. Cornelsen Verlag, Berlin / Düsseldorf 2012, ISBN 978-3-589-24204-7.
- Gäste bewirten, Lebensgeister restaurieren – Eine grundlegende Systematik der gastronomischen Dienstleistung. Behr’s Verlag, Hamburg 1995.
- Das Team – Erfolgreich trainieren in Hotellerie und Gastronomie. Loseblattwerk in drei Ordnern, Raabe-Verlag, Stuttgart 1992–1996
- Team-Training im Interaktionskreis – Einfach in der Form, verblüffend in der Wirkung. WWP Verlag, Der Karriereberater, August 1998.
- Teamdynamik – Ein Team trainieren, moderieren und systemisch aufstellen. Junfermann Verlag, Paderborn 2003.

## Aufsätze (Auswahl)
- Wie man Gemeinsamkeit und Einigkeit schafft – Teamdynamik kann helfen. In: Umwelt & Gesundheit, Heft 1, 2003, S. 13 f.
- Proxemik – Raumbedeutung und Raumverhalten. In: Umwelt & Gesundheit, Heft 4, 2006, S. 137–140.
- Beziehungsaufnahme im team-dynamischen Kreis – Ein Methodenbündel aus der angewandten Teamdynamik. In: Christopher M. Schmidt & Dagmar Neuendorff (Hrsg.): Sprache, Kultur und Zielgruppen. Deutscher Universitätsverlag, Wiesbaden 2007, S. 257–281.
- Ganzheitlich herangehen – Körper, Geist und Seele als ein Ganzes sehen. In: Umwelt & Gesundheit, Heft 4, 2007, S. 130–133.
- Teamdynamik – Nachhaltigkeit in der Teamarbeit. In: Martin Nielsen et al. (Hrsg.): Nachhaltigkeit in der Wirtschaftskommunikation. Springer VS, Wiesbaden 2013, S. 311–332.
- Proxemik in der Teamdynamik – Raumsprache diktieren und interpretieren. In: Florian Siems, Manfred Brandstätter & Herbert Gölzner (Hrsg.): Anspruchsgruppenorientierte Kommunikation. VS Verlag für Sozialwissenschaften, Wiesbaden 2008, S. 233–246.
- Teamaufstellungen in der angewandten Teamdynamik – Erfahrungen und methodische Entwicklungen. In: Rogier Crijns & Janine Thalheim (Hrsg.): Kooperation und Effizienz in der Unternehmenskommunikation. Deutscher Universitätsverlag. Wiesbaden 2006, S. 305–324.
- Das Gegenüber ist ein Spiegelbild. In: Umwelt & Gesundheit, 2013, Heft 3, S. 93.
- Face-to-face im Stuhlkreis. In: Die Neue Hochschule, 2012, Heft 6, S. 198–201.
- Angewandte Teamdynamik – Methodik für Dozenten und Pädagogen. In: Die Neue Hochschule, 2012, Heft 1, S. 24–27.
- Wie werden Soft Skills vermittelt? In: Die Neue Hochschule, 2011, Heft 4–5, S. 190–192.